# Никончук Маркіян Максимович
Маркіян Максимович Никончук (рос. Никончук Маркиан Максимович; варіант прізвища — Нікончук) (1867, Кожухівка, Овруцький повіт, Волинська губернія — ?, після 1907) — селянський депутат II Державної думи від Волинської губернії, чорносотенець.

## Біографія

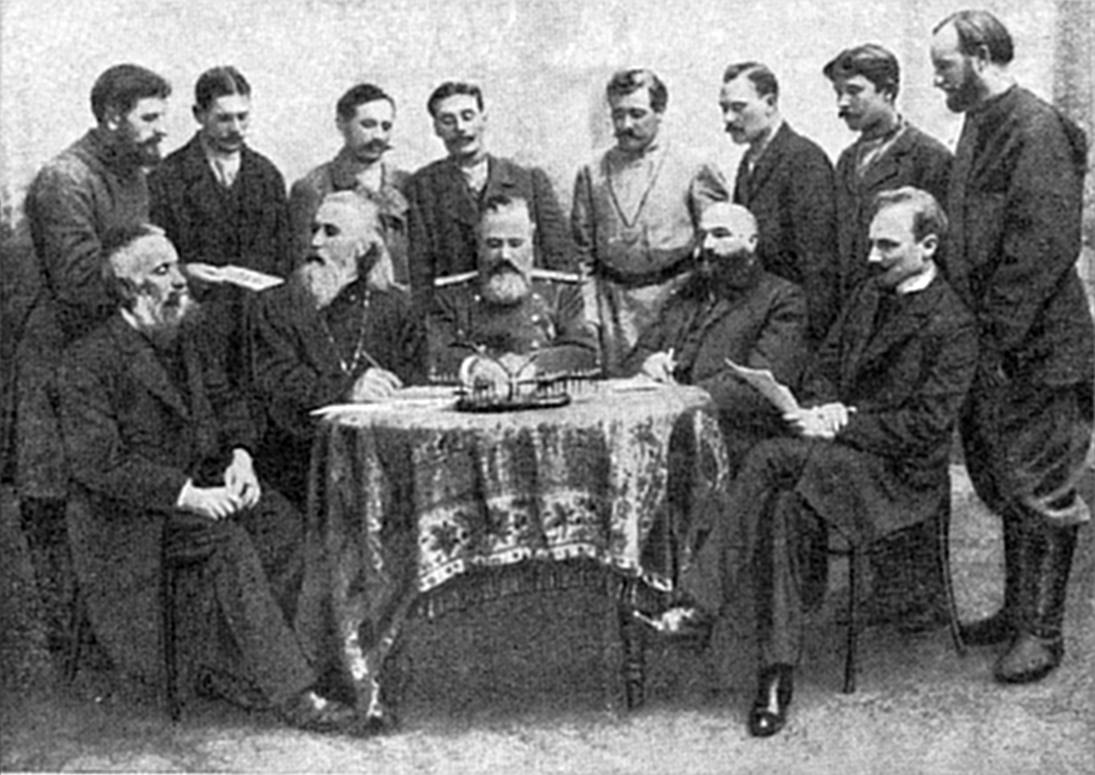
Члени ІІ Державної думи від Волинської губернії. Сидять: І.Ф. Дрбоглав, Д.Й.Герштанський, Г.Є.Рейн, Г. Н. Бєляєв, В.В. Шульгін; Стоять: П. С. Васюхник, О.К. Бас, А.Ф. Коренчук, І.С. Ющук, В. С. Калішук, М. Ф. Гаркавий, М. А. Ігнатюк, М.М. Никончук

Православний селянин містечка Кожухівка Іскоростської волості Овруцького повіту.
Початкову освіту здобув удома. Займався землеробством (6 десятин наділу). Був членом Союзу російського народу.
6 лютого 1907 року обраний у II Державну думу від загального складу виборщиків Волинського губернських виборчих зборів. Входив до групи безпартійних. Серед іншого підписав заяву групи поміркованих селян із аграрного питання.
Брав участь у депутації правих думців-селян, які удостоїлися аудієнції Миколи II 14 квітня 1907 року. Після третьочервневого перевороту підписав телеграму на ім'я імператора з вдячністю за розпуск Думи і зміну виборчого закону.
Подальша доля невідома.